# Garancières-en-Beauce
Garancières-en-Beauce is een gemeente in het Franse departement Eure-et-Loir (regio Centre-Val de Loire) en telt 215 inwoners (2004). De gemeente behoort tot het kanton Auneau van het arrondissement Chartres.

## Geografie
De oppervlakte van Garancières-en-Beauce bedraagt 11,1 km², de bevolkingsdichtheid is 19,4 inwoners per km².
De onderstaande kaart toont de ligging van Garancières-en-Beauce met de belangrijkste infrastructuur en aangrenzende gemeenten.

## Demografie
Onderstaande figuur toont het verloop van het inwonertal (bron: INSEE-tellingen).